# Jive Records
Jive Records var et amerikansk pladeselskab under RCA Music Group, med hovedsæde i New York City. Navnet var inspirerert af Township Jive, en sydafrikansk musik- og dansestil. Selskabet var primært kendt for en række succesfulde hip hop artister i 1980'erne, og popartister og boybands i slutningen af 1990'erne.
Jive Records fungerede som et uafhængigt selskab indtil 2002, da Bertelsmann Music Group opkøbte hovedselskabet Zomba for 2,74 milliarder amerikanske dollars. Det var på daværende tidspunkt det største opkøb nogensinde af et uafhængigt pladeselskab der blev distribueret af et stort pladeselskab. I oktober 2011 blev Jive Records lukket (sammen med J Records og Arista Records), og alle dets artister blev flyttet til RCA Records under Sony Music. De bedst sælgende artister på Jive var på verdensplan Backstreet Boys, 'N Sync, og Britney Spears.

## Ekstern henvisning
- Wikimedia Commons har flere filer relateret til Jive Records
- Officiel hjemmeside Arkiveret 22. marts 2010 hos  Wayback Machine